# Mistrzostwa Świata w Piłce Siatkowej Kobiet 2018 (eliminacje strefy CSV)
Eliminacje strefy CSV do Mistrzostw Świata w Piłce Siatkowej Kobiet 2018 odbywały się w dwóch etapach i brało w nich udział 6 reprezentacji. Eliminacje wyłoniły 2 zespoły, które awansowały do Mistrzostw Świata w Piłce Siatkowej Kobiet 2018. Eliminacje były ściśle związane z Mistrzostwami Ameryki Południowej w Piłce Siatkowej Kobiet 2017: mistrz kontynentu wywalczył bezpośredni awans na Mistrzostwa Świata.

## Uczestnicy
W eliminacjach uczestniczyło 6 z 12 członków federacji CSV.
| Uczestnicy Mistrzostw CSV 2017                   | Drużyny CSV nie uczestniczące w eliminacjach             |
| ------------------------------------------------ | -------------------------------------------------------- |
| Argentyna Brazylia Chile Kolumbia Peru Wenezuela | Boliwia Ekwador Gujana Gujana Francuska Paragwaj Urugwaj |

## Mistrzostwa CSV 2017
Mistrzostwa CSV 2017 rozegrane zostały w dniach 15-19 sierpnia 2017r. w Kolumbii. Wzięło w nich udział 6 reprezentacji.
Na Mistrzostwa Świata 2018 awansowały Mistrzynie Ameryki Południowej 2017.

### Klasyfikacja końcowa
kwalifikacja do Mistrzostw Świata 2018
     awans do turnieju kwalifikacyjnego
| Miejsce | Reprezentacja |
| ------- | ------------- |
| złoto   | Brazylia      |
| srebro  | Kolumbia      |
| brąz    | Peru          |
| 4.      | Argentyna     |
| 5.      | Wenezuela     |
| 6.      | Chile         |

## Turniej kwalifikacyjny
Turniej odbył się w dniach 13–15 października 2017r. w Peru. Wzięły w nim udział 4 najlepsze zespoły z Mistrzostw CSV 2017, które nie uzyskały jeszcze awansu na Mistrzostwa Świata 2018.
Rozgrywki były prowadzone w systemie kołowym, "każdy z każdym" po jednym meczu.
Na Mistrzostwa Świata 2018 awansowały zwyciężczynie turnieju.

### Wyniki
Coliseo Arequipa, Arequipa, Peru
     kwalifikacja do Mistrzostw Świata 2018

#### Faza grupowa
| Lp. | Drużyna   | Mecze | Mecze   | Mecze   | Pkt | Sety | Sety | Sety  | Małe punkty | Małe punkty | Małe punkty |
| Lp. | Drużyna   | M     | W (3:2) | P (2:3) | Pkt | wyg. | prz. | ratio | zdob.       | str.        | ratio       |
| --- | --------- | ----- | ------- | ------- | --- | ---- | ---- | ----- | ----------- | ----------- | ----------- |
| 1   | Argentyna | 3     | 3 (0)   | 0 (0)   | 9   | 9    | 1    | 9.000 | 243         | 180         | 1.350       |
| 2   | Kolumbia  | 3     | 2 (0)   | 1 (0)   | 6   | 6    | 3    | 2.000 | 209         | 170         | 1.229       |
| 3   | Peru      | 3     | 1 (0)   | 2 (0)   | 3   | 4    | 6    | 0.667 | 222         | 220         | 1.009       |
| 4   | Wenezuela | 3     | 0 (0)   | 3 (0)   | 0   | 0    | 9    | 0.000 | 121         | 225         | 0.538       |

Źródło: voleysur.org
Punktacja: 3:0 i 3:1 – 3 pkt; 3:2 – 2 pkt; 2:3 – 1 pkt; 1:3 i 0:3 – 0 pkt
Zasady ustalania kolejności: 1. liczba zwycięstw; 2. liczba punktów; 3. stosunek setów; 4. stosunek małych punktów; 5. bilans w bezpośrednich meczach
| Data       | Godz. | Drużyna 1 | Wynik | Drużyna 2 | 1     | 2     | 3     | 4     | 5 | Widzów | * |
| ---------- | ----- | --------- | ----- | --------- | ----- | ----- | ----- | ----- | - | ------ | - |
| 2017-10-13 | 17:00 | Argentyna | 3:0   | Kolumbia  | 25:21 | 25:19 | 25:19 |       |   |        | 1 |
| 2017-10-13 | 19:00 | Peru      | 3:0   | Urugwaj   | 25:14 | 25:23 | 25:15 |       |   |        | 2 |
| 2017-10-14 | 17:00 | Argentyna | 3:0   | Urugwaj   | 25:12 | 25:14 | 25:11 |       |   |        | 3 |
| 2017-10-14 | 19:00 | Peru      | 0:3   | Kolumbia  | 23:25 | 21:25 | 20:25 |       |   |        | 4 |
| 2017-10-15 | 16:00 | Kolumbia  | 3:0   | Urugwaj   | 25:10 | 25:10 | 25:11 |       |   |        | 5 |
| 2017-10-15 | 18:00 | Peru      | 1:3   | Argentyna | 22:25 | 20:25 | 25:18 | 16:25 |   |        | 6 |